# Helotiella
Helotiella is een geslacht van schimmels uit de orde Helotiales. De typesoort is Helotiella citri. Later is deze soort verplaatst naar het geslacht Niptera als Niptera citri.

## Soorten
Volgens Index Fungorum telt het geslacht 17 soorten (peildatum januari 2022):
| Soortnaam                  | Auteur(s)                       | Publicatiejaar |
| -------------------------- | ------------------------------- | -------------- |
| Helotiella aurea           | Penz. & Sacc.                   | 1902           |
| Helotiella bubakii         | Rehm                            | 1907           |
| Helotiella discula         | (Ferd. & Winge) Sacc. & Trotter | 1913           |
| Helotiella drygalskiana    | Henn.                           | 1906           |
| Helotiella ebulicola       | Maire                           | 1937           |
| Helotiella herpotrichoides | Rehm                            | 1895           |
| Helotiella lonicerae       | (E.K. Cash) Seaver              | 1951           |
| Helotiella lyonsiae        | (Cobb) Sacc. & P. Syd.          | 1902           |
| Helotiella microspora      | Burt                            | 1923           |
| Helotiella myoleuca        | Penz. & Sacc.                   | 1902           |
| Helotiella nerviseda       | Rehm                            | 1907           |
| Helotiella papyricola      | Ellis & Everh.                  | 1894           |
| Helotiella pygmaea         | Ellis & Everh.                  | 1894           |
| Helotiella rehmii          | (Strasser) Sacc. & Trotter      | 1913           |
| Helotiella russellii       | (Berk. & M.A. Curtis) Sacc.     | 1889           |
| Helotiella velutina        | Speg.                           | 1898           |
| Helotiella werthiana       | Henn.                           | 1906           |